# 周卫
周卫（1966年8月—），男，江西湖口人，中国植物营养专家，中国农业科学院农业资源与农业区划研究所副所长、研究员、博士生导师，中国工程院院士。
1987年本科及1990年硕士研究生毕业于江西农业大学，1995年获中国农业科学院博士学位。。
2024年4月24日，周卫任河南农业大学校长。